# Hnutí Zeitgeist
Hnutí Zeitgeist (The Zeitgeist Movement, TZM) založil americký filmový režisér a aktivista Peter Joseph začátkem roku 2009 krátce po zveřejnění dokumentárního filmu Zeitgeist: Addendum. Současným posláním hnutí je především šířit osvětu o problémech a příčinách problémů současného společenského zřízení a zároveň představit jako jednu z možných alternativ systém ekonomiky založené na přírodních zákonech / zdrojích (natural law / resource-based economy, NL/RBE).
Hnutí je apolitické, nepodléhá žádné z existujících politických ideologií, nekooperuje s politickými stranami, jednotlivci ani zájmovými skupinami podporujícími současný politický, ekonomický a kulturní systém. Hnutí není náboženské, protože odmítá dogmatický světonázor prosazovaný existujícími náboženskými organizacemi a sektami. Hnutí není ani esoterické, protože odmítá jakékoli pseudovědecké vidění světa založené na vytváření falešného dojmu vědeckosti, zároveň však ignoruje nebo přinejmenším nedodržuje průměrné pseudovědecké postupy. Hnutí dále není nacionalistické, rasistické ani sexistické, protože odmítá představu o nadřazenosti jednoho národa, etniky, státu nebo pohlaví nad druhým(i), stejně jako xenofobii, šovinismus nebo patriotizmus. Hnutí obhajuje princip trvalé udržitelnosti a současně podporuje The Venus Project Jacqua Fresca. Myšlenky a postoje hnutí jsou odráženy ve filmové sérii Zeitgeist Petera Josepha (Zeitgeist: The Movie, Zeitgeist: Addendum a Zeitgeist: Moving Forward).

## Koncept hnutí
Hlavním cílem Hnutí Zeitgeist je celospolečenská osvěta, šíření ideje nutnosti zásadní změny a seznamování lidí s konceptem zdrojové ekonomiky po celém světě.
Hnutí je decentralizované, ačkoli organizované v jednotlivých pobočkách existujících napříč zemí světa včetně České republiky.

## Fáze hnutí
- fáze „uvědomění“
- fáze „projektování“
- fáze „činů“

## Činnost hnutí
- Zeitgeist Media Festival
- ZDay – hnutí má od roku 2009 svůj den, označovaný jako ZDay, během kterého probíhají přednášky na témata, která trápí tento svět, a jsou nabízeny různé alternativy řešení.

## Kritika
Hnutí je kritizované jako konspirační s nádechem antisemitismu. Charlotte Ward v roce 2011 napsala, že hnutí je kombinací konspiračních teorií, New Age teorií a teorií spiknutí. Michelle Goldberg z časopisu Tablet Magazine nazval hnutí „prvním světovým apokalyptickým centrem založeným na internetu“ a podotýká, že šíří antisemitské teorie spiknutí.